# Donald Campbell
Donald Malcolm Campbell, CBE (23 de março de 1921 - 4 de janeiro de 1967) foi um recordista britânico de velocidade que quebrou oito recordes mundiais absolutos de velocidade na água e na terra nas décadas de 1950 e 1960. Ele continua sendo a única pessoa a estabelecer recordes mundiais de velocidade na terra e na água no mesmo ano (1964). Ele morreu durante uma tentativa de recorde de velocidade na água em Coniston Water, em Lake District, Inglaterra.

## Família e vida pessoal
Donald Malcolm Campbell nasceu em Canbury House, Kingston upon Thames, Surrey, filho de Malcolm, mais tarde Sir Malcolm Campbell, detentor de 13 recordes mundiais de velocidade nas décadas de 1920 e 1930 nos carros e barcos Bluebird, e de sua segunda esposa, Dorothy Evelyn (nascida Whittall).
Campbell frequentou a St Peter's School, Seaford, em East Sussex, e a Uppingham School, em Rutland. Na eclosão da Segunda Guerra Mundial, ele se ofereceu como voluntário para a Força Aérea Real, mas não pôde servir devido a um caso de febre reumática na infância. Ingressou na Briggs Motor Bodies Ltd em West Thurrock, onde se tornou engenheiro de manutenção. Posteriormente, foi acionista de uma pequena empresa de engenharia chamada Kine Engineering, que produzia maquinarias. Após a morte de seu pai, em 31 de dezembro de 1948, e com a ajuda do engenheiro-chefe de Malcolm, Leo Villa, o jovem Campbell se esforçou para estabelecer recordes de velocidade, primeiro na água e depois em terra.
Ele se casou três vezes - com Daphne Harvey em 1945, gerando a filha Georgina (Gina) Campbell, nascida em 19 de setembro de 1946; com Dorothy McKegg (1928-2008) em 1952; e com Tonia Bern (1928-2021) em dezembro de 1958, união que durou até sua morte em 1967. Campbell era intensamente supersticioso, detestando a cor verde, o número treze e acreditando que nada de bom acontecia em uma sexta-feira. Ele também tinha algum interesse no paranormal, que cultivava como membro do The Ghost Club.

## Recordes de velocidade na água

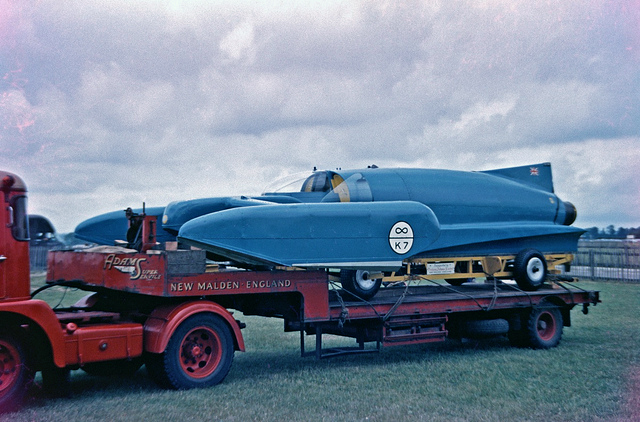
Bluebird K7 em exibição no circuito Goodwood Motor Racing em 1960.

Campbell começou suas tentativas de recorde de velocidade no verão de 1949, usando o antigo barco de seu pai, o Blue Bird K4, que ele rebatizou de Bluebird K4. Suas tentativas iniciais naquele verão não foram bem-sucedidas, embora ele tenha chegado perto de aumentar o recorde existente de seu pai. A equipe retornou a Coniston Water, Furness, em 1950, para mais testes. Enquanto estavam lá, souberam que um americano, Stanley Sayres, havia aumentado o recorde de 141 mph para 160 mph (227 km/h para 257 km/h), além das capacidades do K4 sem modificações substanciais.
No final de 1950 e 1951, o Bluebird K4 foi modificado para se tornar um "prop-rider", em oposição à sua configuração original de hélice imersa. Isso reduziu bastante o arrasto hidrodinâmico: O terceiro ponto de aplainamento agora seria o cubo da hélice, o que significa que uma das duas pás da hélice estaria sempre fora da água em alta velocidade. Ele agora tinha dois cockpits, sendo o segundo para Leo Villa.
O Bluebird K4 agora tinha a chance de superar o recorde de Sayres e também teve sucesso em circuitos, vencendo a Oltranza Cup na Itália na primavera daquele ano. Retornando a Coniston em setembro, eles finalmente conseguiram que o Bluebird atingisse 170 mph após mais testes, mas sofreram uma falha estrutural a 170 mph (270 km/h) que destruiu o barco. Sayres aumentou o recorde no ano seguinte para 178 mph (286 km/h) no Slo-Mo-Shun IV.
Junto com Campbell, a Grã-Bretanha tinha outro possível candidato ao recorde de velocidade na água: John Cobb. Ele havia encomendado o primeiro hidroplano turbojato do mundo, o Crusader, com uma meta de velocidade de mais de 200 mph (320 km/h), e começou os testes no Lago Ness no outono de 1952. Cobb morreu no final daquele ano, quando o Crusader quebrou, durante uma tentativa de recorde. Campbell ficou arrasado com a perda de Cobb, mas resolveu construir um novo barco Bluebird para trazer o recorde de velocidade na água de volta à Grã-Bretanha.
No início de 1953, Campbell começou a desenvolver seu próprio hidroplano Bluebird K7 avançado, todo em metal e movido a jato, para desafiar o recorde, até então detido pelo hidroplano americano Slo-Mo-Shun IV. Projetado por Ken e Lew Norris, o K7 era um hidroplano de três pontos, com estrutura de aço e corpo de alumínio, com um motor turbojato de fluxo axial Metropolitan-Vickers Beryl, produzindo 16 kN (3.500 libras-força) de empuxo.
O K7 tinha projeto e construção muito avançados, e sua estrutura espacial de aço de suporte de carga era bastante rígida e tensionada a 25 g (superando as aeronaves a jato militares contemporâneas). Ele tinha uma velocidade de projeto de 250 milhas por hora (400 quilômetros por hora) e permaneceu como o único barco a jato bem-sucedido do mundo até o final da década de 1960.
A designação "K7" foi derivada de seu registro de classificação ilimitada Lloyd's. Ela era exibida em uma proeminente faixa branca em cada painel, abaixo de um símbolo de infinito. O Bluebird K7 foi o sétimo barco registrado no Lloyds na série "Unlimited".
Campbell estabeleceu sete recordes mundiais de velocidade na água com o K7 entre julho de 1955 e dezembro de 1964. A primeira dessas marcas foi estabelecida em Ullswater, em 23 de julho de 1955, quando ele atingiu a velocidade de 202,32 mph (325,60 km/h), mas somente depois de muitos meses de testes e de uma grande reformulação dos pontos de fixação do painel dianteiro do Bluebird. Campbell alcançou uma série constante de recordes de velocidade subsequentes com o barco durante o resto da década, começando com uma marca de 216 mph (348 km/h) em 1955 no Lago Mead, em Nevada. Posteriormente, quatro novas marcas foram alcançadas em Coniston Water, onde Campbell e o Bluebird se tornaram um evento anual na segunda metade da década de 1950, desfrutando de um patrocínio significativo da empresa de petróleo Mobil e, posteriormente, da BP.
Campbell também fez uma tentativa no verão de 1957 em Canandaigua, Nova York, que fracassou devido à falta de condições adequadas de águas calmas. O Bluebird K7 tornou-se uma atração bem conhecida e popular e, além de suas aparições anuais em Coniston Water, o K7 foi exibido extensivamente no Reino Unido, nos Estados Unidos, no Canadá e na Europa e, posteriormente, na Austrália, durante a tentativa de Campbell de obter o recorde de velocidade terrestre em 1963-1964.
Para obter mais velocidade e dotar o barco de maior estabilidade em alta velocidade, tanto em inclinação quanto em guinada, o K7 foi sutilmente modificado na segunda metade da década de 1950 para incorporar uma aerodinâmica mais eficaz com um dossel de Perspex soprado no cockpit e caneluras na parte inferior do casco principal. Em 1958, uma pequena aleta caudal em forma de cunha, que abrigava um paraquedas, carenagens modificadas, que proporcionavam uma redução significativa na sustentação aerodinâmica dianteira, e uma aleta estabilizadora hidrodinâmica fixa, presa ao painel de popa para ajudar na estabilidade direcional e exercer uma força descendente marginal no nariz, foram incorporadas ao projeto para aumentar o envelope de operação segura do hidroplano. Assim, ele alcançou 225 mph (362 km/h) em 1956, onde um pico de velocidade sem precedentes de 286,78 mph (461,53 km/h) foi atingido em uma corrida, 239 mph (385 km/h) em 1957, 248 mph (399 km/h) em 1958 e 260 mph (420 km/h) em 1959.
Campbell foi condecorado com a Ordem do Império Britânico (CBE) em janeiro de 1957 pela quebra de recordes de velocidade na água e, em especial, por seu recorde no Lago Mead, nos Estados Unidos, que rendeu a ele e à Grã-Bretanha uma aclamação muito positiva.
Em 23 de novembro de 1964, Campbell alcançou o recorde australiano de velocidade na água de 216 milhas por hora (348 km/h) no Lake Bonney Riverland, no sul da Austrália, embora não tenha conseguido quebrar o recorde mundial nessa tentativa.

## Tentativa de recorde de velocidade na terra

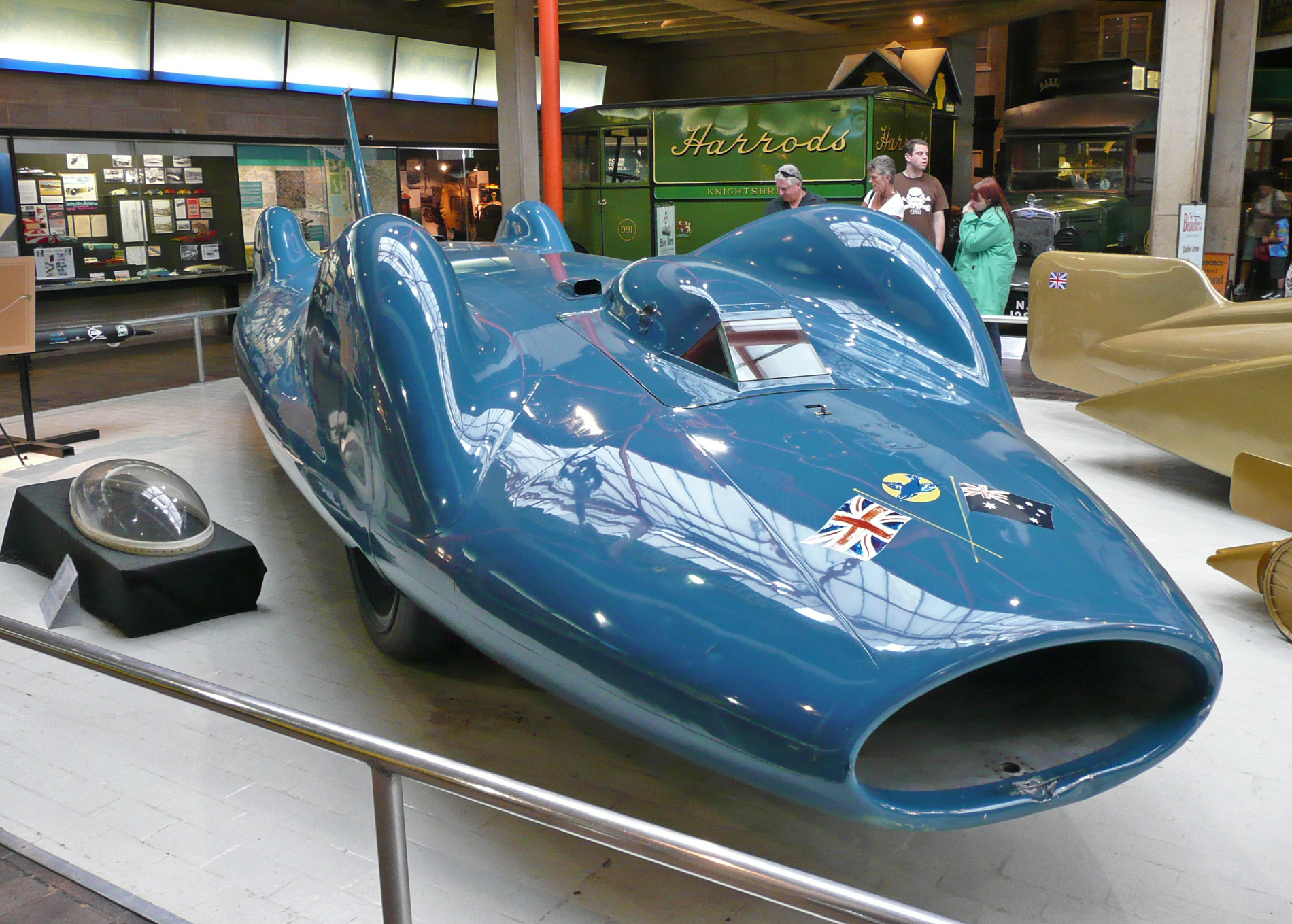
Bluebird CN7 em exposição no National Motor Museum em Beaulieu.

Foi após o sucesso do recorde de velocidade na água do Lago Mead em 1955 que as sementes da ambição de Campbell de manter o recorde de velocidade em terra também foram plantadas. No ano seguinte, o planejamento estava em andamento: construir um carro para quebrar o recorde de velocidade em terra, que era de 634 km/h (394 mph), estabelecido por John Cobb em 1947. Os irmãos Norris projetaram o Bluebird-Proteus CN7 com 500 mph (800 km/h) em mente.
O setor automobilístico britânico, composto por Dunlop Rubber, BP, Smiths Industries, Lucas Automotive, Rubery Owen e muitos outros, envolveu-se fortemente no projeto para construir o carro mais avançado que o mundo já havia visto. O CN7 era movido por um motor de turbina livre Bristol-Siddeley Proteus especialmente modificado, com 4.450 shp (3.320 kW), que acionava as quatro rodas. O Bluebird CN7 foi projetado para atingir 475-500 mph e foi concluído na primavera de 1960.
Após os testes de baixa velocidade realizados no circuito de automobilismo de Goodwood, em Sussex, em julho, o CN7 foi levado para Bonneville Salt Flats, em Utah, nos Estados Unidos, local do último triunfo do recorde de velocidade terrestre de seu pai, cerca de 25 anos antes, em setembro de 1935. No início, os testes correram bem, e vários ajustes foram feitos no carro. Na sexta corrida do CN7, Campbell perdeu o controle a mais de 360 mph e bateu. Foi a enorme integridade estrutural do carro que salvou sua vida. Ele foi hospitalizado com uma fratura no crânio e um tímpano estourado, além de pequenos cortes e contusões, mas o CN7 ficou destruído. Quase imediatamente, Campbell anunciou que estava determinado a tentar novamente. Sir Alfred Owen, cujo grupo industrial Rubery Owen havia construído o CN7, ofereceu-se para reconstruí-lo. Essa decisão teria uma profunda influência no resto da vida de Campbell. Seu plano original era quebrar o recorde de velocidade em terra a mais de 400 mph em 1960, retornar a Bonneville no ano seguinte para realmente aumentar a velocidade para algo próximo a 500 mph, obter seu sétimo recorde de velocidade na água com o K7 e depois se aposentar.
Campbell decidiu não voltar a Utah para as novas provas. Ele achava que a pista de Bonneville era muito curta, com 11 milhas (18 km), e a superfície de sal estava em más condições. A BP se ofereceu para encontrar outro local e, depois de uma longa busca, o Lago Eyre, no sul da Austrália, foi escolhido. Não chovia lá há nove anos e o vasto leito seco do lago de sal oferecia um percurso de até 32 km (20 milhas). No verão de 1962, o Bluebird CN7 foi reconstruído, cerca de nove meses depois do esperado por Campbell. Era essencialmente o mesmo carro, mas com a adição de uma grande aleta caudal estabilizadora e uma cobertura do cockpit em fibra de vidro reforçada. No final de 1962, o CN7 foi enviado para a Austrália, pronto para a nova tentativa. As corridas de baixa velocidade tinham acabado de começar quando começou a chover. O percurso ficou comprometido e, com mais chuva, em maio de 1963, o Lago Eyre foi inundado a uma profundidade de 5 cm, fazendo com que a tentativa fosse abandonada. Campbell foi duramente criticado pela imprensa por suposto desperdício de tempo e má administração do projeto.
Para piorar a situação de Campbell, o americano Craig Breedlove dirigiu seu carro a jato de propulsão pura "Spirit of America" a uma velocidade de  407,45 mph (655,73 km/h) em Bonneville em julho de 1963. Embora o "carro" não estivesse em conformidade com as normas da FIA (Federação Internacional de Automobilismo), que estipulavam que ele deveria ser movido por pelo menos quatro rodas, aos olhos do mundo, Breedlove era agora o homem mais rápido do planeta.
Campbell retornou à Austrália em março de 1964, mas a pista do Lago Eyre não cumpriu a promessa inicial que havia mostrado em 1962 e houve mais períodos de chuva. A BP deixou de ser seu principal patrocinador após uma disputa, mas ele conseguiu garantir o apoio da empresa petrolífera australiana Ampol.
A pista nunca secou adequadamente e Campbell foi forçado a tentar tirar o melhor proveito das condições. Finalmente, em julho de 1964, ele conseguiu registrar algumas velocidades que se aproximavam do recorde. No dia 17 daquele mês, ele aproveitou uma pausa no clima e fez duas corridas ao longo da pista encurtada e ainda úmida, registrando um novo recorde de velocidade terrestre de 403,10 mph (648,73 km/h). O momento surreal foi capturado em várias imagens conhecidas de fotógrafos, incluindo o australiano Jeff Carter.
Campbell ficou desapontado com o recorde, pois o veículo havia sido projetado para velocidades muito mais altas. O CN7 percorreu o terço final da milha medida a uma média de 429 mph (690 km/h), atingindo o pico ao deixar a distância medida a mais de 440 mph (710 km/h). Ele se ressentia do fato de tudo ter sido tão difícil. "Conseguimos - finalmente pegamos o desgraçado", foi sua reação ao sucesso. Os 403,1 mph de Campbell representaram o recorde oficial de velocidade terrestre.
Em 1969, após o acidente fatal de Campbell, sua viúva, Tonia Bern-Campbell, negociou um acordo com Lynn Garrison, presidente da Craig Breedlove and Associates, para que Craig Breedlove dirigisse o Bluebird em Bonneville's Salt Flats. Esse conceito foi cancelado quando o projeto paralelo do carro supersônico Spirit of America não conseguiu obter apoio.

## Recordes duplos

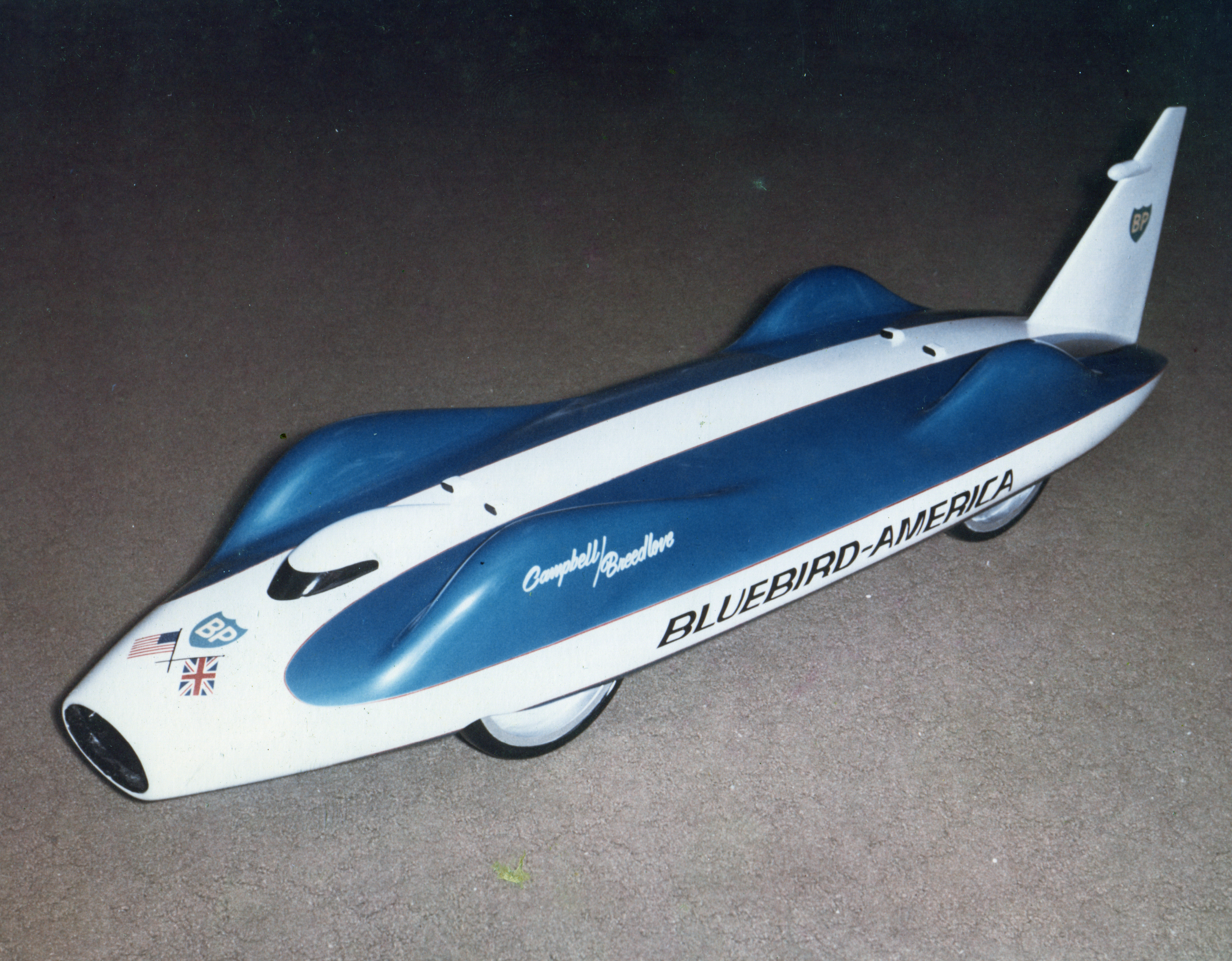
Modelo do Bluebird de Donald Campbell usado na promoção de Craig Breedlove.

Campbell agora planejava tentar obter o recorde de velocidade na água mais uma vez com o Bluebird K7 - para fazer o que ele havia almejado tantos anos antes, durante os estágios iniciais de planejamento do CN7 - quebrar os dois recordes no mesmo ano. Depois de mais atrasos, ele finalmente alcançou seu sétimo recorde de velocidade na água no Lago Dumbleyung, perto de Perth, Austrália Ocidental, no último dia de 1964, a uma velocidade de 276,33 mph (444,71 km/h). Ele se tornou a primeira pessoa a estabelecer os recordes de velocidade em terra e na água no mesmo ano.
O recorde de velocidade terrestre de Campbell teve vida curta, porque as mudanças nas regras da FIA significavam que os carros a jato puros seriam elegíveis para estabelecer recordes a partir de outubro de 1964. A velocidade de 429 mph (690 km/h) de Campbell em sua última corrida no Lago Eyre permaneceu como a maior velocidade alcançada por um carro com rodas até 2001; o Bluebird CN7 está agora em exibição no National Motor Museum em Beaulieu, em Hampshire, Inglaterra, com seu potencial apenas parcialmente realizado.

## Planos do carro-foguete e tentativa final de recorde de velocidade na água

### Bluebird Mach 1.1

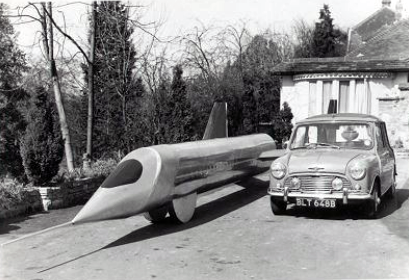
Modelo promocional do Bluebird Mach 1.1 exibido do lado de fora da casa de Campbell na primavera de 1966.

Campbell decidiu que era necessário um grande salto na velocidade após sua tentativa bem-sucedida de recorde de velocidade terrestre em 1964 com o Bluebird CN7. Sua visão era de um carro-foguete supersônico com uma velocidade máxima potencial de 840 mph (1.350 km/h). A Norris Brothers foi solicitada a realizar um estudo de projeto. O Bluebird Mach 1.1 era um projeto para um carro-foguete supersônico para quebrar o recorde de velocidade terrestre. Campbell escolheu uma data de sorte para realizar uma coletiva de imprensa no Charing Cross Hotel, em 7 de julho de 1965, para anunciar seus futuros planos de quebra de recorde:
"... Em termos de velocidade na superfície da Terra, meu próximo passo lógico deve ser construir um carro Bluebird que possa atingir Mach 1.1. Os americanos já estão fazendo planos para esse veículo e seria trágico para a imagem mundial da tecnologia britânica se não competíssemos nesse grande concurso e vencêssemos. A nação cujas tecnologias forem as primeiras a conquistar o recorde de "mais rápido que o som" em terra será a nação cujo setor será visto dando um salto para os anos 70 ou 80. Podemos ter o carro na pista em três anos."
O Bluebird Mach 1.1 seria movido a foguete. Ken Norris havia calculado que o uso de motores de foguete resultaria em um veículo com área frontal muito baixa, maior densidade e peso mais leve do que se ele empregasse um motor a jato. O Bluebird Mach 1.1 também seria um projeto relativamente compacto e simples. A Norris Brothers especificou dois motores de foguete Bristol Siddeley BS.605 prontos para uso. O 605 havia sido desenvolvido como um motor JATO para aeronaves militares e era abastecido com querosene, usando peróxido de hidrogênio como oxidante. Cada motor foi classificado com um empuxo de 8.000 lbf (36 kN). Na aplicação do Bluebird Mach 1.1, o empuxo combinado de 16.000 lbf (71 kN) seria equivalente a 36.000 bhp (27.000 kW; 36.000 PS) a 840 mph (1.350 km/h).

### Tentativa final de recorde
Para aumentar a publicidade de seu empreendimento de carros-foguete, na primavera de 1966, Campbell decidiu tentar mais uma vez quebrar um recorde de velocidade na água. Dessa vez, a meta era 300 mph (480 km/h). O Bluebird K7 foi equipado com um motor Bristol Siddeley Orpheus mais leve e mais potente, retirado de um avião a jato Folland Gnat, que desenvolvia 20.000 N (4.500 libras-força) de empuxo. O barco modificado foi levado de volta a Coniston Water na primeira semana de novembro de 1966. Os testes não foram bem-sucedidos. O tempo estava muito ruim, e o K7 sofreu uma falha no motor quando suas entradas de ar entraram em colapso e detritos foram arrastados para dentro do motor. Em meados de dezembro, foram feitas algumas corridas em alta velocidade, acima de 250 mph (400 km/h), mas ainda bem abaixo do recorde existente de Campbell. Problemas com o sistema de combustível do Bluebird fizeram com que o motor não conseguisse atingir a velocidade máxima e, portanto, não desenvolvesse a potência máxima. Por fim, no final de dezembro, após outras modificações em seu sistema de combustível e a substituição de uma bomba de combustível, o problema de falta de combustível foi resolvido e Campbell esperou que o tempo melhorasse para fazer uma tentativa.

## Morte

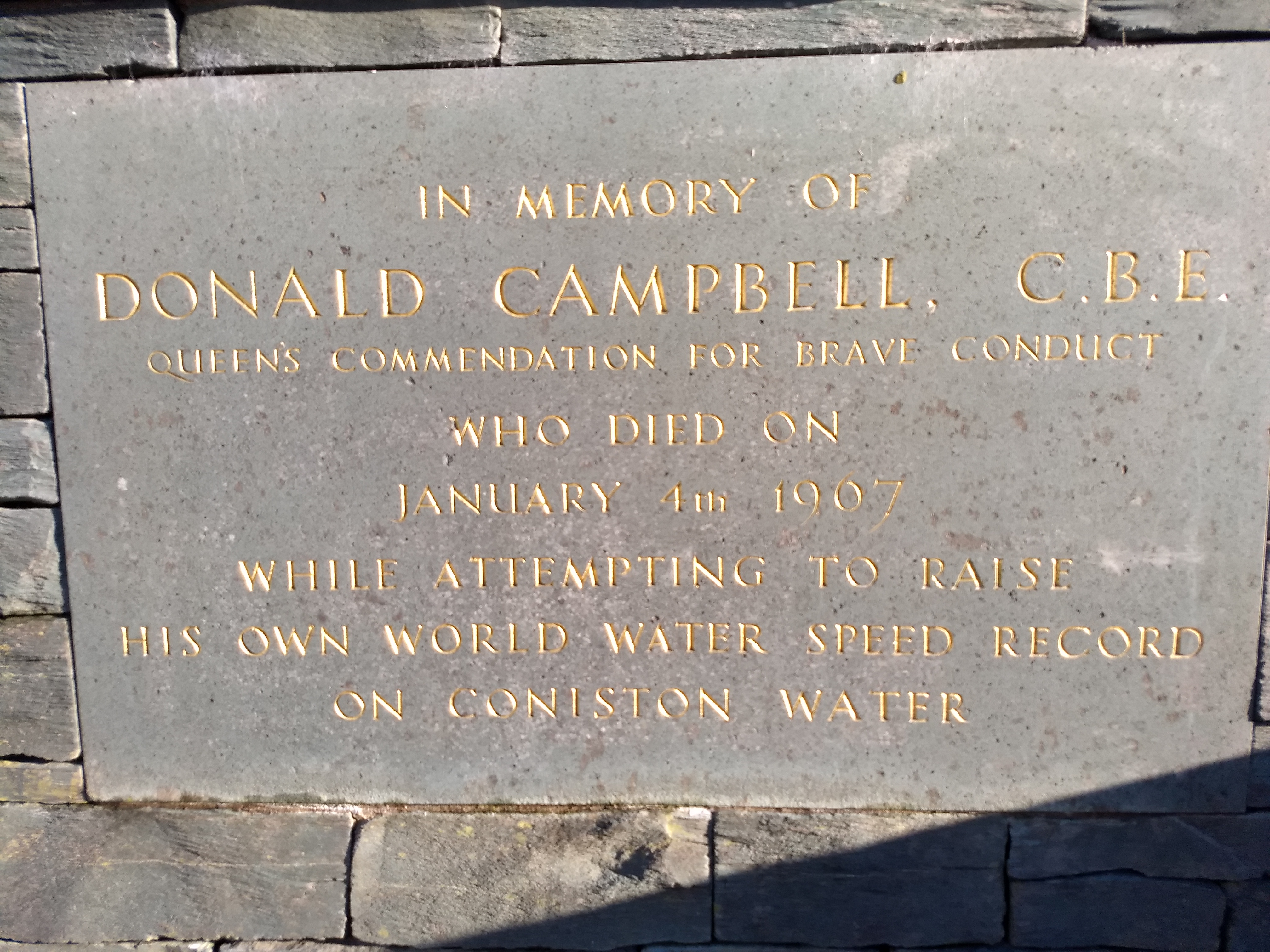
Placa memorial para Donald Campbell, no vilarejo de Coniston.

Em 4 de janeiro de 1967, as condições climáticas foram finalmente adequadas para uma tentativa. Campbell iniciou a primeira corrida de sua última tentativa de recorde pouco depois das 8h45. O Bluebird se moveu lentamente em direção ao meio do lago, onde fez uma breve pausa enquanto Campbell o alinhava. Com uma explosão ensurdecedora de potência, Campbell aplicou o acelerador total e o Bluebird começou a avançar. Nuvens de spray saíram do tubo de jato, a água jorrou sobre a longarina traseira e, depois de algumas centenas de metros, a 113 km/h, o Bluebird se soltou da superfície e disparou em direção à extremidade sul do lago, produzindo sua característica cauda de spray de cometa. Ele entrou no quilômetro medido às 8:46 da manhã. Leo Villa testemunhou sua passagem pela primeira boia de marcação a cerca de 285 mph (459 km/h) em perfeita planagem constante, com o nariz ligeiramente para baixo, ainda acelerando. 7,525 segundos depois, Keith Harrison o viu sair do quilômetro medido a uma velocidade de mais de 310 mph (500 km/h).
A velocidade média da primeira corrida foi de 297,6 mph (478,9 km/h). Campbell tirou o pé do acelerador cerca de 3/10 de segundo antes de passar pelo marcador do quilômetro sul. Quando o Bluebird deixou o quilômetro medido, Keith Harrison e Eric Shaw, em um barco de percurso na extremidade sul do quilômetro medido, notaram que ele estava muito leve na proa, apoiado nas aletas estabilizadoras dianteiras. Seu trim de planagem não era pior do que o exibido quando equipado com o motor Beryl, mas era nitidamente diferente do observado por Leo Villa na extremidade norte do quilômetro, quando estava em aceleração total. Campbell fez seus comentários habituais durante toda a corrida.

As palavras de Campbell em sua primeira corrida foram, via rádio intercomunicador:
"... Estou a caminho, todos os sistemas normais; freio acionado ... luz de aviso de pressão de ar acesa ... Estou entrando na pista agora e ... Vou abrir assim que estiver descendo o lago, não parece muito suave daqui, não importa, aqui vamos nós ... Aqui vamos nós ... [pausa de 3 segundos] ... Passando pelo quatro... cinco chegando... muita água, o nariz começando a levantar, água por toda a frente do motor novamente... e o nariz está levantado... luz de advertência de baixa pressão de combustível... indo para a esquerda... OK, estamos subindo e nos afastando ... e passando por ele ... batendo muito forte a 150 ... muito forte mesmo ... POTÊNCIA MÁXIMA ... Passando por 2 ... 25 fora do caminho ... batendo como o inferno, Leo, acho que não consigo passar por cima, mas vou tentar ... e não consigo ver onde estou ... DESLIGUE A ENERGIA AGORA! ... PASSEI! ... energia ... passando por 25 vetores ao largo de Peel Island   ... passando por 2 ... Muita luz ... o freio não está funcionando ...  o motor está acendendo agora ... acendendo novamente ... passando por Peel Island ... acendendo novamente normalmente ... e agora ... descendo em Brown Howe ... passando por 100 ...  o nariz ainda não desceu ... nariz para baixo."
Em vez de reabastecer e esperar que o efeito dessa corrida diminuísse, Campbell decidiu fazer a corrida de retorno imediatamente. Não se tratava de um desvio sem precedentes da prática normal, pois Campbell havia usado a vantagem apresentada, ou seja, a ausência de distúrbios causados pela água no quilômetro medido devido à rápida mudança de direção em muitas corridas anteriores. A segunda corrida foi ainda mais rápida depois que os graves problemas de deslocamento diminuíram na subida de Peel Island  (causados pelo distúrbio do freio d'água). Quando as águas calmas foram alcançadas a cerca de 700 metros do início do quilômetro, o K7 demonstrou ciclos de efeito solo pairando antes de acelerar fortemente a 0,63 g para uma velocidade de pico de 328 mph (528 km/h) a cerca de 200 metros (aproximadamente) da boia de marcação sul. O Bluebird estava agora experimentando episódios de ricochete no painel de estibordo com ferocidade crescente.
No pico da velocidade, o salto mais intenso e duradouro precipitou um episódio de desaceleração grave - 328 mph (528 km/h) para 296 mph (476 km/h), -1,86g - quando o K7 caiu de volta na água. Em seguida, o motor foi desligado e, sem o impulso do nariz para baixo, o K7 passou por um episódio de deslizamento em forte efeito solo com aumento do ângulo de ataque, antes de deixar completamente a água em seu limite de estabilidade estática de 5,2°. Em seguida, o Bluebird executou um backflip quase completo (~ 320° e ligeiramente fora do eixo) antes de mergulhar na água (painel de bombordo ligeiramente à frente da estibordo), a aproximadamente 230 metros do final do quilômetro medido. O barco então rodopiou sobre a água antes de parar. O impacto matou Campbell instantaneamente e quebrou o K7 à frente das entradas de ar (onde Campbell estava sentado), e o casco principal afundou logo em seguida.
O Mr. Whoppit, o ursinho de pelúcia de Campbell, foi encontrado entre os destroços flutuantes e o capacete do piloto foi recuperado. Mergulhadores da Marinha Real se esforçaram para encontrar e recuperar o corpo, mas, embora o naufrágio do K7 tenha sido encontrado, eles cancelaram a busca após duas semanas sem localizar o corpo. O corpo de Campbell foi finalmente localizado em 2001.

As últimas palavras de Campbell, durante uma transmissão de 31 segundos, em sua corrida final foram, via rádio intercomunicador:
"... Nariz totalmente para cima ... Inclinando um pouco aqui embaixo ...  se endireitando agora na pista ... um pouco mais perto de Peel Island ... e estamos nos arrastando como loucos ... POTÊNCIA COMPLETA ... batendo como o inferno. Não consigo ver muita coisa e a água está muito ruim mesmo... Estou galopando por cima... e o barco está dando uma briga danada aqui dentro... Não consigo ver nada ... Estou com os arcos para fora ... Estou indo... U-hh ..."
A causa do acidente foi atribuída a várias causas possíveis (ou a uma combinação dessas causas):
- Campbell não esperou para reabastecer depois de fazer uma primeira corrida de 297,6 mph (478,9 km/h) e, portanto, o barco ficou mais leve e atravessou a corrente causada por sua primeira corrida, uma corrente que se tornou muito pior devido ao uso do freio de água. Desde então, descobriu-se que esses fatores não eram particularmente importantes.[24] O freio d'água foi usado bem ao sul da distância medida, e somente a partir de aproximadamente 200 mph (320 km/h). A área no centro do caminho em que o Bluebird estava viajando em velocidade máxima em sua corrida de retorno era plana e calma, e não foi perturbada pela corrente da primeira corrida, que não teve tempo de ser refletida de volta na pista. Campbell sabia disso e, conforme discutido anteriormente, adotou sua estratégia bem praticada de "retorno rápido".
- O Bluebird pode ter excedido seu limite de estabilidade estática aerodinâmica, complicada pelas influências desestabilizadoras adicionais da perda de empuxo do motor. Há também evidências que apontam para o fato de que o limite de estabilidade dinâmica do K7 foi excedido. A(s) causa(s) da explosão do motor não pode(m) ser estabelecida(s) de forma inequívoca. Pode ter sido devido à falta de combustível, a danos em algum elemento estrutural auxiliar associado ao funcionamento do motor (após o pior episódio de salto), à perturbação da corrente de ar nas entradas de ar durante os episódios de arremesso ou, de fato, a uma combinação dos três. Outras evidências da perda de empuxo do motor podem ser vistas em gravações cinematográficas e de filmes estáticos da última parte da corrida - quando o Bluebird saiu da água, o jato de escape de um motor em funcionamento teria perturbado gravemente a superfície da água; não há evidência dessa perturbação ou do spray que a acompanha. Além disso, um exame minucioso desses registros não mostra nenhuma evidência de que o freio d'água tenha sido acionado.[24]
- A análise das filmagens sugere que o Bluebird pode ter batido em um pato durante as corridas de teste, o que pode ter afetado a forma aerodinâmica do barco, tornando-o mais difícil de controlar em velocidades extremas.[26]

Em 28 de janeiro de 1967, Campbell recebeu postumamente a Comenda da Rainha por Conduta Corajosa "pela coragem e determinação em buscar o recorde mundial de velocidade na água".

### Recuperação doBluebird K7e do corpo de Campbell
Os destroços da embarcação de Campbell foram recuperados pela Gilgeous Diving Services (GDS Extreme Engineering, Liverpool) juntamente com o mergulhador amador Bill Smith. O içamento do K7 foi executado e supervisionado pela GDS Extreme Engineering e pela equipe de Smith. A seção principal/casco foi erguida pela primeira vez em março de 2001 e, posteriormente, em maio de 2001, quando o corpo de Campbell foi recuperado. A maior seção, que compreende aproximadamente dois terços do casco central, foi içada em 8 de março de 2001. O projeto começou quando Smith foi inspirado a procurar o naufrágio depois de ouvir a música do Marillion "Out of This World" (do álbum Afraid of Sunlight), que foi escrita sobre Campbell e o Bluebird.
Os restos mortais do corpo de Campbell foram localizados pouco mais de dois meses depois e recuperados do lago em 28 de maio de 2001, ainda usando seu macacão de náilon azul. Na noite anterior à sua morte, enquanto jogava cartas, ele havia tirado a rainha e o ás de espadas. Refletindo sobre o fato de que Mary, Rainha da Escócia, havia tirado as mesmas duas cartas na noite anterior à sua decapitação, ele disse aos seus mecânicos, que estavam jogando cartas com ele, que teve uma premonição assustadora de que iria "ser decapitado". Não foi possível determinar a causa da morte de Campbell, embora um engenheiro consultor que prestou depoimento no inquérito tenha dito que a força do impacto poderia ter causado sua decapitação.

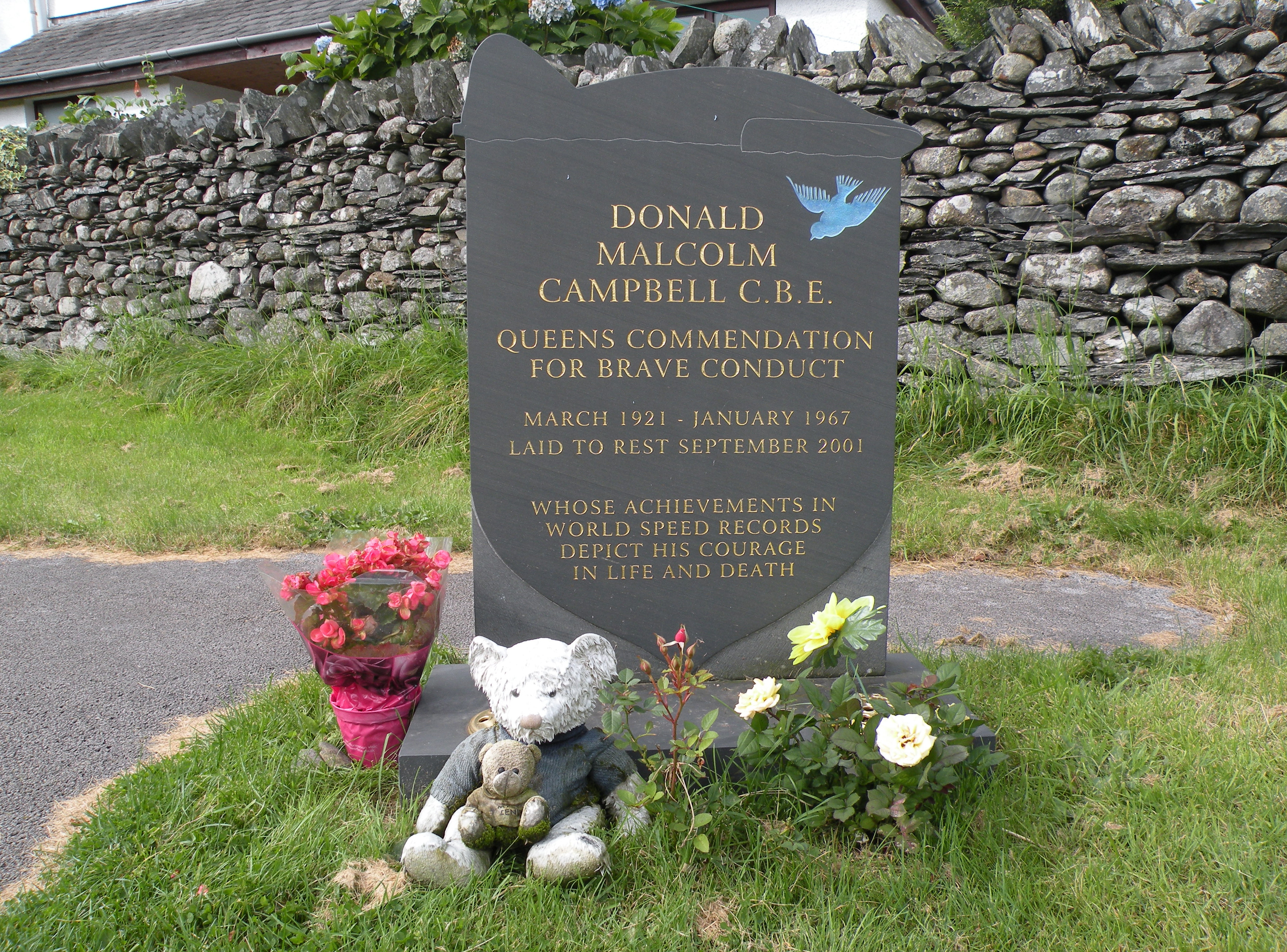
Lápide de Campbell em Coniston.

Campbell foi enterrado no cemitério de Coniston em 12 de setembro de 2001, depois que seu caixão foi carregado pelo lago e pelo quilômetro medido, em uma lancha, uma última vez. Um funeral foi realizado na St Andrew's Church, em Coniston, depois de um exame de DNA anterior e positivo ter sido realizado. O funeral contou com a presença de sua viúva, Tonia, sua filha Gina, outros membros de sua família, membros de sua antiga equipe e admiradores. O funeral foi ofuscado na mídia pela cobertura dos ataques de 11 de setembro nos Estados Unidos.
A irmã de Campbell, Jean Wales, foi contra a recuperação do corpo do irmão por respeito ao seu desejo declarado de que, caso algo desse errado, "o capitão e o barco ficassem juntos".
Quando Campbell foi enterrado no cemitério de Coniston, em 12 de setembro de 2001, sua irmã não compareceu à cerimônia. Steve Hogarth, vocalista do Marillion, estava presente no funeral e cantou a música "Out of This World".

## Legado
Entre eles, Campbell e seu pai estabeleceram 11 recordes de velocidade na água e 10 em terra.
A história da última tentativa de Campbell de bater o recorde de velocidade na água em Coniston Water foi contada no filme Across the Lake, da BBC, em 1988, com Anthony Hopkins no papel de Campbell. Nove anos antes, Robert Hardy havia interpretado o pai de Campbell, Sir Malcolm Campbell, no drama de televisão da BBC2 Playhouse "Speed King"; ambos foram escritos por Roger Milner e produzidos por Innes Lloyd. Em 2003, a BBC exibiu uma reconstrução documental da fatídica tentativa de recorde de velocidade na água de Campbell em um episódio de Days That Shook the World. Ele apresentava uma mistura de reconstrução moderna e filmagens originais. Todos os clipes coloridos originais foram retirados de um filme que registrou o evento, Campbell at Coniston, de John Lomax, um cineasta amador local de Wallasey, Inglaterra. O filme de Lomax ganhou prêmios em todo o mundo no final da década de 1960 por registrar as últimas semanas da vida de Campbell.
Em 1956, Campbell foi surpreendido por Eamonn Andrews no sétimo episódio do novo programa de televisão This Is Your Life.
Uma placa azul da English Heritage homenageia Campbell e seu pai na Canbury School, Kingston Hill, Kingston upon Thames, onde eles moravam.
No vilarejo de Coniston, o Museu Ruskin exibe recordações de Campbell, e o motor Bristol Orpheus recuperado em 2001 também é exibido. A carcaça do motor está quase toda faltando, pois funcionou como ânodo de sacrifício em seu tempo debaixo d'água, mas os componentes internos estão preservados. O capacete de Campbell da corrida também está em exibição.
O lendário Bluebird K7 de Campbell agora também está em exibição no Museu Ruskin.

## Recordes mundiais de velocidade estabelecidos por Campbell
| Velocidade               | Recorde | Veículo      | Local           | Data                   |
| ------------------------ | ------- | ------------ | --------------- | ---------------------- |
| 202,32 mph (325,60 km/h) | Água    | Bluebird K7  | Ullswater       | 23 de julho de 1955    |
| 216,20 mph (347,94 km/h) | Água    | Bluebird K7  | Lago Mead       | 16 de novembro de 1955 |
| 225,63 mph (363,12 km/h) | Água    | Bluebird K7  | Coniston Water  | 19 de setembro de 1956 |
| 239,07 mph (384,75 km/h) | Água    | Bluebird K7  | Coniston Water  | 7 de novembro de 1957  |
| 248,62 mph (400,12 km/h) | Água    | Bluebird K7  | Coniston Water  | 10 de novembro de 1958 |
| 260,35 mph (418,99 km/h) | Água    | Bluebird K7  | Coniston Water  | 14 de maio de 1959     |
| 276,33 mph (444,71 km/h) | Água    | Bluebird K7  | Lago Dumbleyung | 31 de dezembro de 1964 |
| 403,10 mph (648,73 km/h) | Terra   | Bluebird CN7 | Lago Eyre       | 17 de julho de 1964    |